# M. Kent Jennings
M. Kent Jennings (* 1934) ist ein US-amerikanischer Politikwissenschaftler und emeritierter Professor an der University of Michigan sowie der University of California, Santa Barbara. Er amtierte 1997/98 als Präsident der American Political Science Association (APSA).
Jennings machte das Bachelor-Examen 1956 an der University of Redlands und wurde 1961 an der University of North Carolina zum Ph.D. promoviert. Von 1960 bis 1963 war er Forschungsassistent der Brookings Institution. Seither wirkt er an der University of Michigan (Assistant Professor von 1963 bis 1966; Associate Professor von 1966 bis 1969, Professor von 1969 bis 1981 und von 1984 bis 1996; Emeritus seit 1997). Zudem ist er seit 1982 Professor für Politikwissenschaft an der University of California, Santa Barbara (Emeritus ebenfalls seit 1997). Seine Forschungsinteressen sind: Politische Sozialisation, politische Eliten, Gender und Politik.
1982 wurde Jennings in die American Academy of Arts and Sciences gewählt.

## Schriften (Auswahl)
- Mit Richard G. Niemi: Generations and politics. A panel study of young adults and their parents. Princeton University Press, Princeton 1981, ISBN 069107626X.
- Mit Richard G. Niemi: Political character of adolescence. The influence of families and schools. Princeton University Press, Princeton 1974, ISBN 0691093628.
- Community influentials. The elites of Atlanta. Free Press of Glencoe, New York 1964.